# Passage Madeleine-Pelletier
Le passage Madeleine-Pelletier est une future voie publique du 13e arrondissement de Paris, en France.

## Situation et accès
Le passage Madeleine Pelletier fait partie de la grande opération d'aménagement urbain Paris Rive Gauche. Il reliera le boulevard du Général-Jean-Simon, au nord, à la rue Jean-Baptiste-Berlier (au sud), sous la forme d'un passage suivi d'escaliers rattrapant le dénivelé entre les deux voies.
Le site se situe dans la partie sud du secteur de l'avenue de France. Il est desservi par l'arrêt Avenue de France de la ligne de tramway T3a. Il est également desservi à distance par la ligne de métro 14 à la station Bibliothèque François-Mitterrand ainsi que par la ligne C du RER (gare de la Bibliothèque François-Mitterrand).
À terme, le passage Madeleine-Pelletier sera également desservi par la ligne de métro 10 prolongée, dont la future station est projetée précisément à cet endroit, quel que soit le tracé choisi, une réservation de station étant déjà construite sous la rue Jean-Baptiste-Berlier. Cette station projetée près du passage Madeleine-Pelletier se nomme provisoirement Masséna-Bruneseau.

## Origine du nom

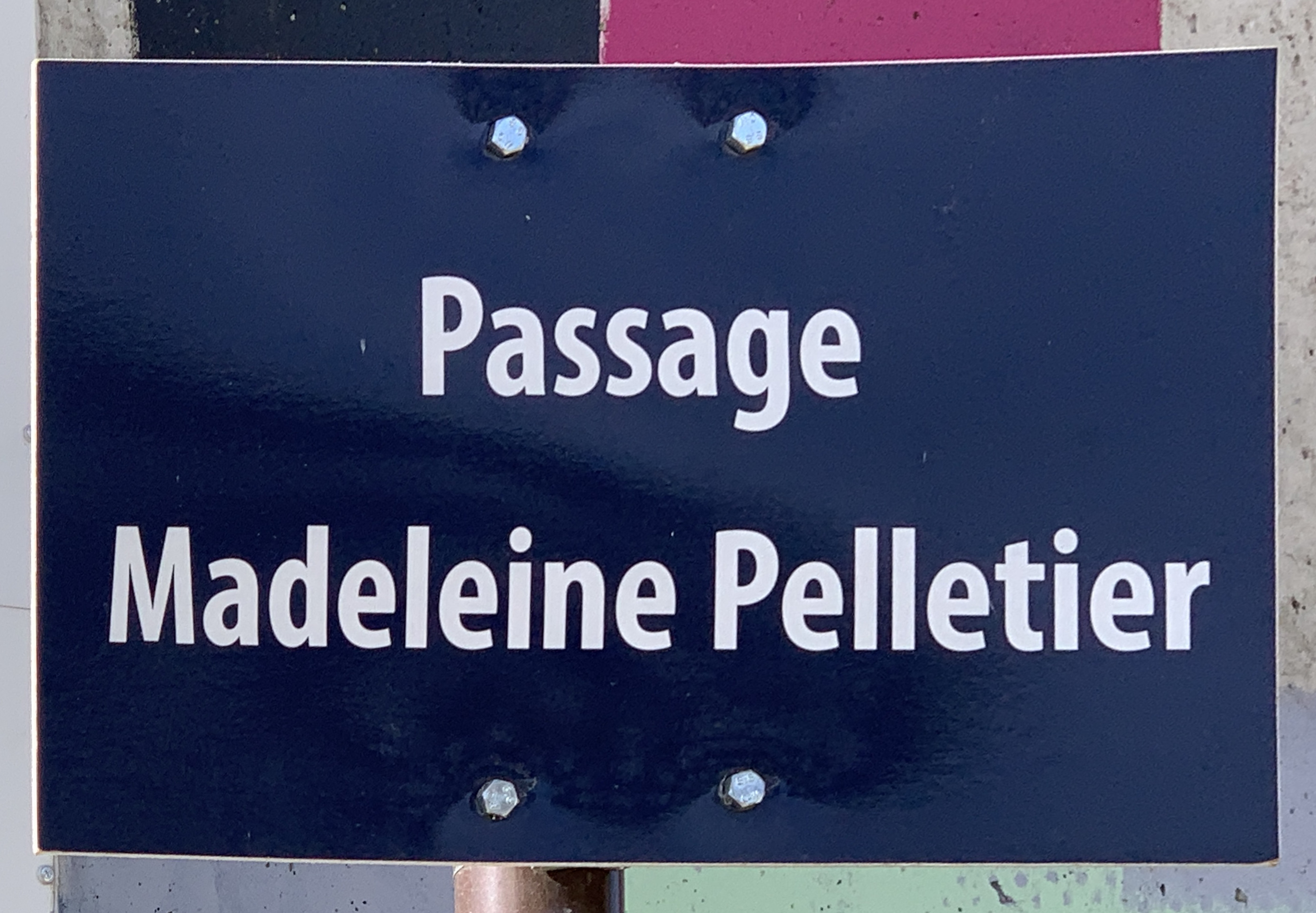
Plaque du passage.

Le passage porte le nom de la médecin et militante féministe Madeleine Pelletier (1874-1939).

## Historique
La dénomination a été prise après le vote du Conseil du 13e arrondissement et du Conseil de Paris, durant l'année 2019.

## Bâtiments remarquables et lieux de mémoire
- Hôtel industriel Berlier, de Dominique Perrault
- Tours Duo